# Vino de pasas

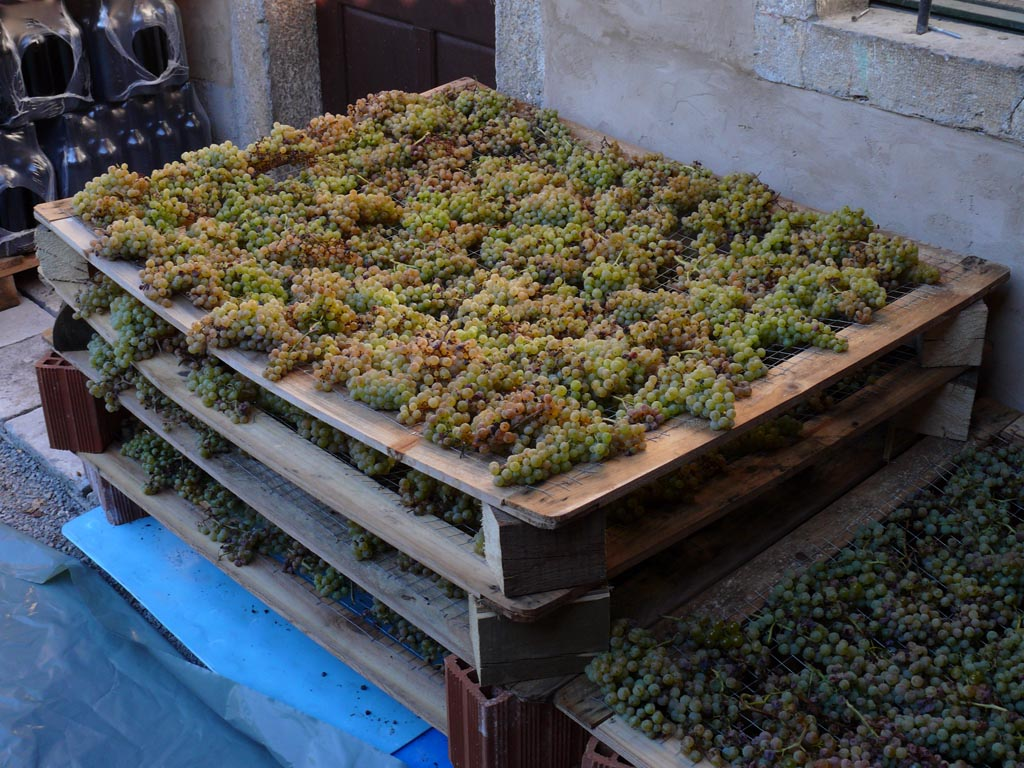
Uvas puestas a secar.

El vino de pasas o vino de paja es un vino hecho de uva que se ha secado previamente para concentrar su zumo. El resultado es parecido al vino de hielo, salvo porque puede elaborarse en climas más cálidos. El método clásico consiste en secar racimos de uva sobre esteras de paja al sol, pero en algunos lugares se secan bajo techo, colgando a veces los racimos, y la paja puede reemplazarse por estantes modernos. La técnica es anterior a la época romana, y la mayoría de la producción de este tipo de vino se da en el norte de Italia y los Alpes franceses.
Los vinos de pasas suelen ser blancos dulces a muy dulces, parecidos en densidad y dulzor al Sauternes y con una buena vida. El bajo rendimiento y mucho trabajo de su método de producción hace que sean bastante caros. En los alrededores de Verona se secan uvas tintas, que luego se fermentan de dos formas distintas para obtener un tinto seco (Amarone) y otro dulce (Recioto della Valpolicella).

## Historia
Hay referencias a vinos dorados dulces en el Mediterráneo durante la época fenicia. Un vino de pasas conocido como «maná chipriota» fue descrito en el 800 a. C. por el poeta griego Hesíodo.
La primera descripción de la producción de un vino de paja la da Columela en el siglo I d. C., al escribir sobre el passum elaborado en la antigua Cartago. El nombre italiano moderno para estos vinos, passito, es un eco de esta antigua palabra. Quizá el vino actual más parecido al passum sea el Moscato Passito di Pantelleria de Zibibbo, una variedad de antigua uva moscatel, en una isla del estrecho de Sicilia (a 80 km de Túnez) frente al lugar en el que estuvo Cartago.

## Austria y Alemania
Strohwein o Schilfwein es un término vinícola austriaco en la categoría Prädikatswein que designa a un vino de postre dulce hecho con uvas secas parecidas a pasas. Stroh significa ‘paja’ en alemán, mientras Schilf significa ‘caña’.
La densidad del mosto mínima exigida para el Strohwein o Schilfwein es 25 °KMW, la misma que para el Beerenauslese austriaco, y esta normativa es parte de la ley del vino austriaca. También se exige que las uvas se sequen un mínimo de tres meses, bien disponiendo los racimos sobre esteras de paja o caña, o colgándolos con trozos de cordel. Sin embargo, si las uvas han alcanzado una densidad del mosto de al menos 30 °KMW (la misma que un Trockenbeerenauslese) tras un mínimo de dos meses, pueden prensarse en ese momento.
Strohwein y Schilfwein son tratados como sinónimos por la ley del vino, y la elección de uno u otro depende de la tradición local más que del material concreto usado para las esteras empleadas en el secado de un lote concreto.
El Strohwein Prädikat existe solo en Austria, y no en Alemania.

## Francia

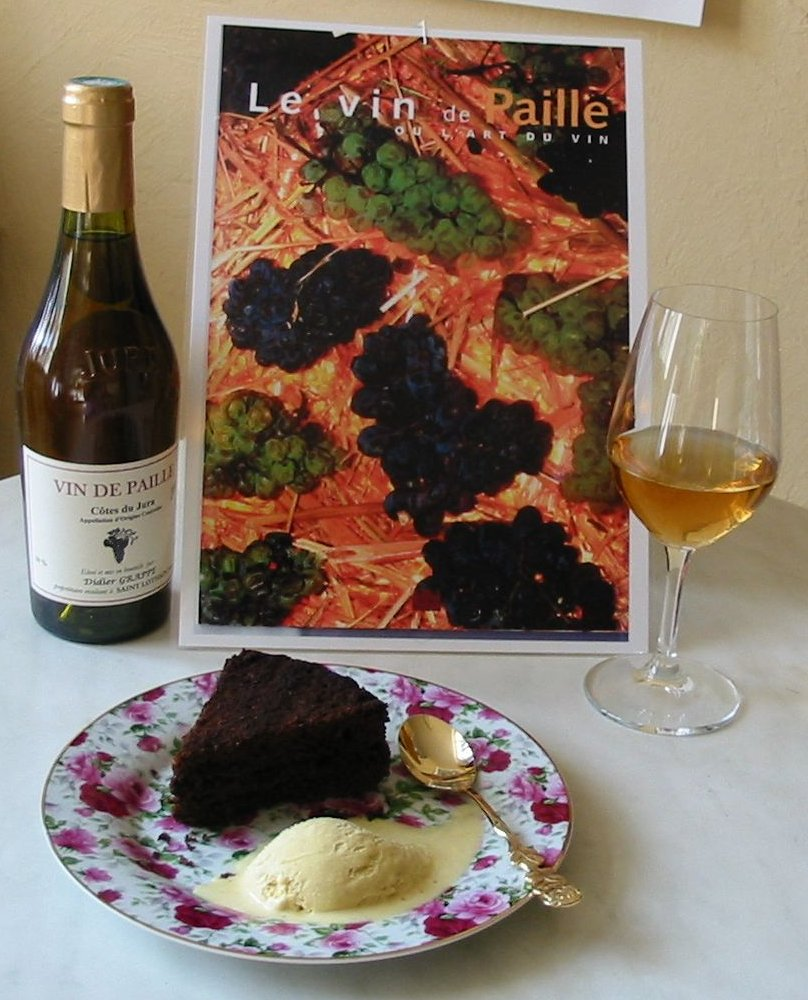
Vin de paille.

El vin de paille (‘vino de paja’) francés se hace solo en la vendimia más madura. Quizá el ejemplo más famoso sea el producido en Cotes du Jura (Arbois y a veces L'Etoile) a partir de una mezcla de Chardonnay, Savagnin y la uva tinta Poulsard. También se producen vins de paille con Marsanne en Hermitage, y con Riesling en Alsacia. En Corrèze se le llama vin paillé. Tradicionalmente las uvas se secan bajo techo sobre esteras de paja hasta tres meses, y el vino resultante tiene un 10–20% de azúcar residual, con notas a melocotón y albaricoque. Se considera un acompañamiento excelente para el fuagrás.

## Grecia y Chipre
Algunos vinos de paja se producen en Grecia y Chipre. Se afirma que el Commandaria desciende del vino elaborado de los Caballeros Templarios en La Grande Commanderie de Chipre, y por esto reclama el título de vino individual más antiguo aún en producción. El Commandaria se hace con dos uvas indígenas, la Xynisteri blanca y la Mavro tinta, un antecesor de la Négrette.
Vin santo, el distintivo vino de postre de la isla de Santorini, se hace con uva Assyrtiko elegida, prensada tras unos pocos días de secado al sol. Entonces se deja envejecer en barril varios años, y su capacidad para envejecer se mide en décadas.
Algunas variedades de los vinos dulces más afamados de la isla de Samos se hacen también con uva Muscat Blanc à Petits Grains secada al sol.

## Italia
En Italia el nombre genérico para estos vinos es passito. El método de producción se denomina rasinate (‘marchitarse’). El Moscato Passito di Pantelleria ya se ha mencionado más arriba. Otros passitos famosos son el vin santo de la Toscana, el Recioto y Amarone de Verona, y el Sciachetrà de las Cinque Terre al este de Génova.

### Toscana

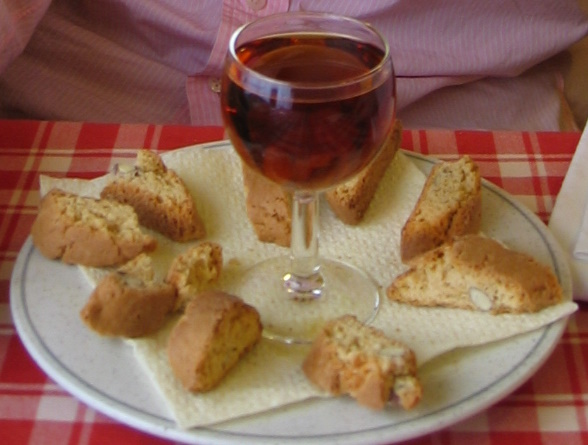
Cantucci e vin santo servidos en un restaurante en Milán (Italia).

El vin santo se produce en la Toscana a partir de uva seleccionada a mano que se cuelga a secar de las vigas. Se fermentan en pequeños barriles redondos y alargados llamados caratelli, en los que se dejan envejecer hasta diez años en el techo de la bodega. El vino desarrolla un color dorado oscuro o ámbar, y un sabor dulce, a menudo a nuez. Se sirve a menudo como cantucci e vin santo, mojándose las galletas de almendra o avellana en el vino.

### Véneto
El Recioto di Soave es el passito blanco de los alrededores de Verona, hecho con la uva Garganega usada para el Soave. El nombre procede de una palabra del dialecto local, recie (‘orejas’), en alusión a la costumbre de esta variedad de formar dos pequeños racimos de uvas muy maduras sobresaliendo en la parte alta del principal, que son los preferidos para este vino. Parece ser una variedad antigua, pues en el siglo V d. C. Casiodoro se refirió a un vino blanco dulce de Verona que se parece al Recioto di Soave. Es un acompañamiento clásico del pandoro, la versión veronesa del panettone.
El Torcolato es también un vino blanco passito de la región. Tiene un color dorado cálido y un sabor dulce, agradablemente persistente. Es un vino de postre excelente, uno de los mejores del país. Se produce en Breganze, a lo largo de la Strada entre los ríos Astico y Brenta, en la franja de terreno entre la ciudad de Bassano del Grappa y el valle Valdastico.
Son famosos los passitos hechos con mezcla de uvas tintas típicas de Valpolicella: 40–70% de Corvina, 20–40% de Rondinella y 5–25% de Molinara. Se secan sobre esteras de paja tradicionales o en estantes en las lomas del valle. Se distinguen dos estilos de passito tinto:

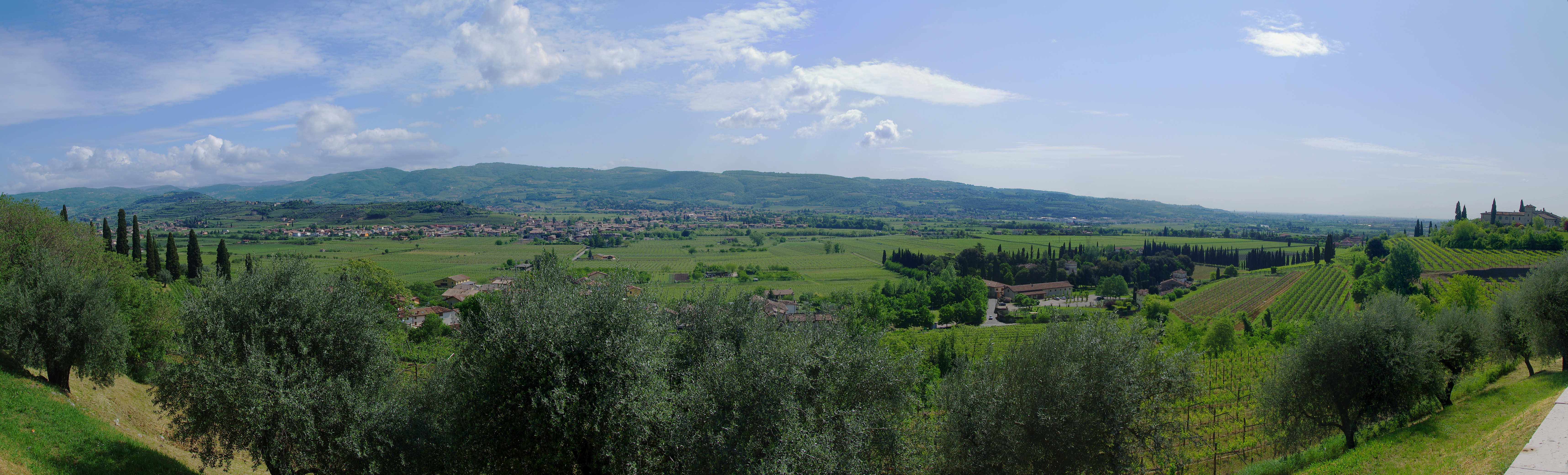
Vista desde las colinas de Castelrotto (San Pietro in Cariano VERONA), con los viñedos y olivares de Valpolicella

- Si la fermentación es completa, el resultado es un Amarone della Valpolicella (Amarone significa literalmente ‘extra amargo’), un vino muy maduro con muy poco ácido, a menudo con más de un 15% de alcohol (el mínimo legal es 14%). Típicamente el Amarone se comercializa cinco años después de su vendimia, aunque esto no es una exigencia legal. El bagazo sobrante del prensado del Amarone se emplea en la producción del ripasso Valpolicellas. El Amarone recibió la Denominazione di Origine Controllata en diciembre de 1990.
- Si la fermentación es incompleta, el resultado es un tinto dulce llamado Recioto della Valpolicella. La fermentación puede detenerse por diversos motivos, incluyendo los bajos niveles de nutrientes, el alto contenido alcohólico y los metabolitos Botrytis cinerea. La uvas secadas en los fondos de los valles son más propensas a la podredumbre noble y se prefieren para el Recioto (mientras las destinadas al Amarone se secan en las lomas más altas para evitar el Botrytis). El Recioto della Valpolicella se considera un buen acompañamiento para los postres de chocolate por la alta acidez del cacao.

## Sudáfrica
De Trafford creó el primer vino de pasas de Sudáfrica comercializado para el nuevo apelativo Wine from Naturally Dried Grapes (‘vino de uvas secadas naturalmente’) en 1997, usando 100% Chenin Blanc.

## España
Las uvas pedro ximénez de cosecha tardía se secan al sol en esteros al aire libre principalmente en la DO Montilla-Moriles. Si bien también existen estos vinos en la DO Jerez su origen principal está Montilla-Moriles donde se dan las condiciones de baja humedad, sol y temperaturas idóneas para poder deshidratar las uvas al aire libre. Una vez fortificados los mostos pueden envejecerse tanto en la DO Montilla-Moriles como en la DO Jerez siendo su suministrador elemental Montilla-Moriles.
El vino dulce Pedro Ximénez puede ser de cosecha con notas de miel y frutas secas como orejones e higos (pan de higo) o envejecido en barricas pudiendo llegar a vinos de más de 100 años de color caoba oscuro y multitud de notas de chocolate, tabaco, vainilla, tostados que pueden añadirse a las notas características de frutas secas. Son vinos de alta graduación alcohólica, muy muy dulces, con apenas sensación tanica y muy escasa acidez, aunque se encuentra en algunas partidas muy viejas que dan al vino una textura más fresca.
De la uva ligeruela, variedad local del municipio de Pedro Bernardo, en el Valle del Tiétar al sur de la Sierra de Gredos en la Provincia de Ávila se obtiene un vino autóctono llamado 'Ligeruelo', para cuya obtención se cultivan las vides en estricto secano entre formaciones graníticas orientadas al sur. Previamente a la vinificación, las uvas son extendidas en los zardos, o paseras fabricadas en mimbre que se exponen al sol durante el inicio del otoño para su parcial deshidratación. La fermentación se realiza directamente en tinaja de barro, trasegándose y almacenándose en tinajas de barro o cántaras de vidrio.
El Fondillón de Alicante es también un vino pasificado y el único de España que no está fortificado con alcohol o azúcares, siendo su sabor completamente natural. Se distingue por reposar en barricas de madre antigua que le aportan templanza y aromas más reposados. Se trata de un vino de producción antigua y muy particular, rescatado recientemente por varias bodegas de la región.